# Dedumes
Dyedhotepra Dedumesu, o Dedumes, fue un soberano de fines de la dinastía XIII de Egipto, que gobernó desde 1610-1608 a. C.
Su nombre de Horus era Uadyejau, y sus nombres de trono y de nacimiento Dyedhotepra Dedumesu.
Es conocido por un conjunto de restos arqueológicos entre los cuales destaca una estela procedente de Gebelein, que celebra su coronación. Es prácticamente el último soberano documentado de los que figuran en la columna VII del Canon Real de Turín, sólo legible parcialmente con la frase incompleta, xxdumes. Aunque aparezca con dos nombres (Dedumes o Tutimeos) de trono de significados diferentes y una variante de escritura en el nombre de nacimiento, está descartada la teoría según la cual se habría tratado de dos soberanos diferentes. 
También fue abandonada la teoría que identificaba a Dedumes con Tutimeos ( o Tutmosis ?) bajo cuyo gobierno, según Manetón, en la versión transcrita por Flavio Josefo, Egipto habría caído al final de la dinastía XIII bajo la soberanía de los Hicsos: 

"...Tutimeos. Durante su reinado, por razones que ignoro, cayó la cólera del Señor sobre nosotros. Unos hombres de estirpe desconocida llegados de Oriente, repentinamente, se puso en marcha contra nuestro país en la seguridad de la victoria. Con solo su superioridad en número y apenas sin lucha, se apoderaron fácilmente de nuestras tierras. Y suponiendo la resistencia del país, arrasó despiadadamente nuestras ciudades, destruyó los templos de los dioses y desplegó su crueldad contra los habitantes, matando a unos,  y reduciendo a la esclavitud a las mujeres y niños de otros. Finalmente eligieron rey a uno de los suyos llamado Salitis. Éste estableció su capital en Menfis, exigiendo tributos al Alto y Bajo Egipto, dejando por todas partes tras él guarniciones en los lugares más favorables..."
 Flavio Josefo, Contra Apión.

En realidad, el único vínculo entre Dedumes y el Tutimeos de Manetón es una ligera homonimia con su nombre de nacimiento. No obstante, incluso si se tratara del mismo soberano, él reinó sobre el Alto Egipto y tenía como capital Tebas. Según Detlef Franke, sería contemporáneo de Salitis, el primer rey Hicso de la dinastía XV, que toma el poder desde Avaris. Es probable que bajo el reinado de Dedumes, Egipto fuese atacado por los gobernantes Hicsos aprovechándose de una situación caótica o ventajosa para los invasores. 

## Relación con la Biblia
Estudiosos bíblicos fundamentalistas consideran que este faraón fue el adversario de Moisés en el mito del Éxodo. En efecto, según la teoría de David Rohl, que propone una alteración completa de la cronología egipcia y otras del Antiguo Cercano Oriente, Didumes, cuya tumba no se ha encontrado, corresponde con el Faraón mencionado en el relato bíblico. No obstante, los egiptólogos y, gran parte de los eruditos bíblicos, rechazan la teoría de la Nueva Cronología por carecer de base.

## Titulatura
| Titulatura | Jeroglífico | Transliteración (transcripción) - traducción - (referencias) |

| G5 |

| G5 |

| M13 | N28 · D36 |

| M13 | N28 · D36 |

| M13 | N28 · D36 |

| M13 | N28 · D36 |

| G5 |

| G5 |

| M13 | N28 · D36 |

| M13 | N28 · D36 |

| M13 | N28 · D36 |

| M13 | N28 · D36 |

| G16 |

| G16 |

| F30 · d | N16 · N16 |

| F30 · d | N16 · N16 |

| G16 |

| G16 |

| F30 · d | N16 · N16 |

| F30 · d | N16 · N16 |

| G8 |

| G8 |

| W25 | Htp · t · p | Z3 |

| W25 | Htp · t · p | Z3 |

| G8 |

| G8 |

| W25 | Htp · t · p | Z3 |

| W25 | Htp · t · p | Z3 |

| N5 | R11 | R11 | Htp · t · p |

| N5 | R11 | R11 | Htp · t · p |

| N5 | R11 | R11 | Htp · t · p |

| N5 | R11 | R11 | Htp · t · p |

| N5 | R11 | R11 | Htp · t · p |

| N5 | R11 | R11 | Htp · t · p |

| N5 | R11 | R11 | Htp · t · p |

| N5 | R11 | R11 | Htp · t · p |

| N5 | R11 | R11 | Htp · t · p |

| N5 | R11 | R11 | Htp · t · p |

| N5 | R11 | R11 | Htp · t · p |

| N5 | R11 | R11 | Htp · t · p |

| N5 | R11 | R11 | Htp · t · p |

| N5 | R11 | R11 | Htp · t · p |

| N5 | R11 | R11 | Htp · t · p |

| N5 | R11 | R11 | Htp · t · p |

| N5 | R11 | nfr |

| N5 | R11 | nfr |

| N5 | R11 | nfr |

| N5 | R11 | nfr |

| N5 | R11 | nfr |

| N5 | R11 | nfr |

| N5 | R11 | nfr |

| N5 | R11 | nfr |

| N5 | R11 | nfr |

| N5 | R11 | nfr |

| N5 | R11 | nfr |

| N5 | R11 | nfr |

| N5 | R11 | nfr |

| N5 | R11 | nfr |

| N5 | R11 | nfr |

| N5 | R11 | nfr |

| D37 · D37 | w | F31 | s |

| D37 · D37 | w | F31 | s |

| D37 · D37 | w | F31 | s |

| D37 · D37 | w | F31 | s |

| D37 · D37 | w | F31 | s |

| D37 · D37 | w | F31 | s |

| D37 · D37 | w | F31 | s |

| D37 · D37 | w | F31 | s |

| D37 · D37 | w | F31 | s |

| D37 · D37 | w | F31 | s |

| D37 · D37 | w | F31 | s |

| D37 · D37 | w | F31 | s |

| D37 · D37 | w | F31 | s |

| D37 · D37 | w | F31 | s |

| D37 · D37 | w | F31 | s |

| D37 · D37 | w | F31 | s |

| D37 · D37 | F31 | s | w |

| D37 · D37 | F31 | s | w |

| D37 · D37 | F31 | s | w |

| D37 · D37 | F31 | s | w |

| D37 · D37 | F31 | s | w |

| D37 · D37 | F31 | s | w |

| D37 · D37 | F31 | s | w |

| D37 · D37 | F31 | s | w |

| D37 · D37 | F31 | s | w |

| D37 · D37 | F31 | s | w |

| D37 · D37 | F31 | s | w |

| D37 · D37 | F31 | s | w |

| D37 · D37 | F31 | s | w |

| D37 · D37 | F31 | s | w |

| D37 · D37 | F31 | s | w |

| D37 · D37 | F31 | s | w |